# Meatrix
The Meatrix ist ein Trickfilm von Louis Fox und Jonah Sachs (USA 2003), der als Parodie des Science-Fiction-Spielfilms Matrix die industrielle Landwirtschaft kritisiert und die Verbraucher zu verantwortlichem Konsum von Lebensmitteln auffordert. Der Film ist als Flash-Animation frei im Internet verfügbar.
Der 2005 mit einem Webby Award  prämierte The Meatrix hat darüber hinaus mehrere Filmfestival-Auszeichnungen erhalten. Mit The Meatrix II: Revolting und The Meatrix II ½ existieren inzwischen zwei Fortsetzungen.